# Серия Брэккета

Схема энергетических уровней атома водорода и спектральные серии

Се́рия Брэ́ккета — спектральная серия в спектре атома водорода, названная в честь американского физика Фредерика Брэккета, открывшего эту серию в 1922 году. Данная серия образуется при переходах электронов с возбуждённых энергетических уровней на четвёртый в спектре излучения и с четвёртого уровня на все вышележащие уровни при поглощении. Переход с пятого энергетического уровня на четвёртый обозначается греческой буквой α, с 6-го на 4-й — β и т. д. Для обозначения самой серии используется латинская буква B. Таким образом, полное обозначение спектральной линии, возникающей при переходе электрона с пятого уровня на четвёртый — Bα (произносится Брэккет альфа).
Формула Ридберга для серии Брэккета выглядит следующим образом:
{\displaystyle {1 \over \lambda }=R\left({1 \over 4^{2}}-{1 \over n^{2}}\right)\qquad \left(R=1.0974\times 10^{7}{\mbox{m}}^{-1}\right),}
где {\displaystyle n} — главное квантовое число — натуральное число большее 4.
{\displaystyle R} — постоянная Ридберга.
Все линии серии Брэккета расположены в далёком инфракрасном диапазоне.
| {\displaystyle n} | 5      | 6      | 7      | 8      | 9      | {\displaystyle \infty } |
| Длина волны, нм   | 4052,5 | 2625,9 | 2166,1 | 1945,1 | 1818,1 | 1458,0                  |